# Virola peruviana
Virola peruviana (A.DC.) Warb. è un albero della famiglia Myristicaceae originario del sud-America.

## Descrizione
Si presenta come un albero che cresce fino a 35 metri di altezza.
Il frutto, ellissoidale, è lungo dai 14 ai 24 millimetri, largo dai 11 ai 23 mm, in gruppi da 5 a 15.

## Biochimica
Parti della pianta contengono triptammine.